# Префектура Гунма
Префектура Гунма (Јапански:群馬; Gunma-ken) се налази на северозападни крај Канто региона у Хоншу, Јапан. Главни град префектуре је Маебаши.